# Saison 2010-2011 de l'Avalanche du Colorado
Autres saisons
La saison 2010-2011 de l'Avalanche du Colorado est la 15e saison de la franchise de hockey sur glace. Avec seulement 68 points, cette saison est considérée comme un des pires depuis le déménagement à Denver avec 30 victoires, 44 défaites en temps réglementaire et huit défaites en prolongation. Alors que l'équipe connaît une bonne première moitié de saison, les Avs n'ont gagné que cinq matchs lors des 32 dernières parties.

## La saison régulière

### Contexte
Les Avs ont fini la saison 2009-2010 de la LNH en huitième position de la Conférence de l'Ouest et affrontaient les Sharks de San José en première ronde. Ces derniers l'emportent en six rencontres sur l'Avalanche.
Alors que Paul Stastny a été le meilleur passeur et pointeur du Colorado l'année précédente, l'Avalanche compte sur leur meilleur buteur Chris Stewart, du jeune Matt Duchene, du gardien numéro un Craig Anderson ou les vétérans comme Milan Hejduk et de leur meilleur défenseur John-Michael Liles.
L'Avalanche tente alors de se qualifier pour les séries éliminatoires de 2011 pour une deuxième année de suite.

### Les transferts

#### Arrivées et prolongations
- Le capitaine des Avs Adam Foote signe une prolongation d'un an et un million de dollars avec l'Avalanche le 25 mai 2010[1]. Le lendemain, le jeune joueur Joël Chouinard signe pour trois ans avec l'Avalanche valant 1,7 million de dollars et Jonas Holøs signera pour deux ans pour 1,225 million[2]. Ces deux joueurs vont rejoindre les Monsters du lac Érié de la Ligue américaine de hockey, club-école de l'Avalanche.
- David Kočí et Peter Budaj signent chacun un contrat d'un an avec l'Avalanche le 3 juin 2010 ; Kočí pour 575 000 dollars et Budaj pour 1,25 million[3].
- Le 17 juin 2010, trois joueurs signent une prolongation de contrat d'un an chacun ; Philippe Dupuis, Kevin Porter et Raymond Macias, ce dernier va ainsi jouer pour les Monsters[4]. Le même jour, l'Avalanche fait l'acquisition de Julian Talbot des Rivermen de Peoria, club-école des Blues de Saint-Louis en retour de leur joueur T.J. Hensick[4].
- Le 28 juin 2010, l'Avalanche acquiert Daniel Winnik des Coyotes de Phoenix en retour d'un choix de quatrième ronde en 2012[5].
- Le 2 juillet 2010, l'Avalanche a acquis quatre agents libres : David Liffiton, Greg Mauldin, David Van der Gulik et le gardien Jason Bacashihua[6]. Ces quatre joueurs vont tout de même jouer pour les Monsters. La même date, Kyle Quincey et Daniel Winnik signent chacun un contrat de deux ans, 6,25 millions et 1,9 million chacun, alors que Julian Talbot et le gardien John Grahame signeront pour un an avec l'Avalanche[6].
- Brandon Yip signe une prolongation de contrat de deux ans avec l'Avalanche le 7 juillet 2010 lui valant 1,45 million de dollars[7]. Ils font aussi l'acquisition de Ben Walter des Devils de Lowell, club-école des Devils du New Jersey, en tant qu'agent libre[7].
- Le 2 septembre 2010, Chris Stewart signe une prolongation de contrat de deux ans avec l'Avalanche pour 5,75 millions de dollars[8].
- Une semaine après le contrat de Stewart, le 10 septembre 2010, Peter Mueller signe un contrat de deux ans pour quatre millions de dollars[9].
- Le 28 septembre 2010, Luke Walker signe un contrat de trois ans lui valant 1,69 million de dollars[10].

#### Joueurs repêchés
Lors du repêchage d'entrée de 2010 qui se déroule à Los Angeles en Californie, l'Avalanche choisit son premier choix en 17e position. Il s'agit du joueur de centre Joey Hishon de l'Attack d'Owen Sound de la Ligue de hockey de l'Ontario.
Voici la liste des joueurs réclamés par l'Avalanche en 2010 :
| Ronde | Rang | Joueur            | Position       | Nationalité | Équipe junior                                                     |
| ----- | ---- | ----------------- | -------------- | ----------- | ----------------------------------------------------------------- |
| 1     | 17   | Joey Hishon       | Centre         | Canada      | Attack d'Owen Sound (LHO)                                         |
| 2     | 49   | Calvin Pickard    | Gardien de but | Canada      | Thunderbirds de Seattle (LHOu)                                    |
| 3     | 71   | Michael Bournival | Ailier gauche  | Canada      | Cataractes de Shawinigan (LHJMQ)                                  |
| 4     | 95   | Stephen Silas     | Défenseur      | Canada      | Bulls de Belleville (LHO)                                         |
| 4     | 107  | Sami Aittokallio  | Gardien de but | Finlande    | Ilves Tampere Jr. (Finlande Jr.)                                  |
| 5     | 137  | Troy Rutkowski    | Défenseur      | Canada      | Winterhawks de Portland (LHOu)                                    |
| 5     | 139  | Luke Walker       | Ailier droit   | États-Unis  | Winterhawks de Portland (LHOu)                                    |
| 7     | 197  | Luke Moffatt      | Centre         | États-Unis  | Équipe de développement des moins de 18 ans des États-Unis (USHL) |

#### Départs
- Brett Clark signe pour le Lightning de Tampa Bay en tant qu'agent libre[12].
- Tyler Weiman signe pour les Canucks de Vancouver en tant qu'agent libre[13].
- Brian Fahey singe pour les Capitals de Washington[14] ainsi que Brian Willsie qui rejoint les Capitals une semaine plus tard[15].
- Chris Durno signe pour le Lightning de Tampa Bay en tant qu'agant libre[16].
- Rouslan Saleï singe pour les Red Wings de Détroit en tant qu'agent libre[17].
- Marek Svatoš rejoint l'Avangard Omsk de la KHL en Russie[18].
- Matt Hendricks singe pour les Capitals de Washington, étant le troisième joueur des Avs à rejoindre les Capitals pour la saison 2010-2011[19].
- Darcy Tucker prend sa retraite après 14 saisons dans la LNH[20].

### Préparation de la saison
Lors de la pré-saison, l'Avalanche joue sept matchs mais en perdre cinq. Le Colorado va joué deux matchs contre les Blues de Saint-Louis, deux contre les Kings de Los Angeles et trois contre les Stars de Dallas. Le 24 septembre, les Avs perdent leur attaquant Peter Mueller qui souffre d'une commotion cérébrale et sera absent pour toute la saison. Les Avs jouent leur dernier match préparatoire contre les Kings de Los Angeles au MGM Grand Garden Arena à Las Vegas, au Nevada.
| No | Date         | Visiteur               | Score | Fiche | Gardien de but           | Aréna                    |
| -- | ------------ | ---------------------- | ----- | ----- | ------------------------ | ------------------------ |
| 1  | 21 septembre | @ Blues de Saint-Louis | 3-1   | 1-0-0 | Trevor Cann, Peter Budaj | Scottrade Center         |
| 2  | 22 septembre | Kings de Los Angeles   | 4-2   | 1-1-0 | John Grahame, Budaj      | Pepsi Center             |
| 3  | 24 septembre | @ Stars de Dallas      | 1-2   | 1-2-0 | Budaj, Jason Bacashihua  | American Airlines Center |
| 4  | 26 septembre | Blues de Saint-Louis   | 1-3   | 1-3-0 | Craig Anderson           | Pepsi Center             |
| 5  | 28 septembre | Stars de Dallas        | 1-2   | 2-3-0 | Budaj                    | Pepsi Center             |
| 6  | 30 septembre | @ Stars de Dallas      | 1-2   | 2-4-0 | Anderson                 | American Airlines Center |
| 7  | 2 octobre    | @ Kings de Los Angeles | 2-3   | 2-5-0 | Anderson                 | MGM Grand Garden Arena   |

### Première moitié de saison

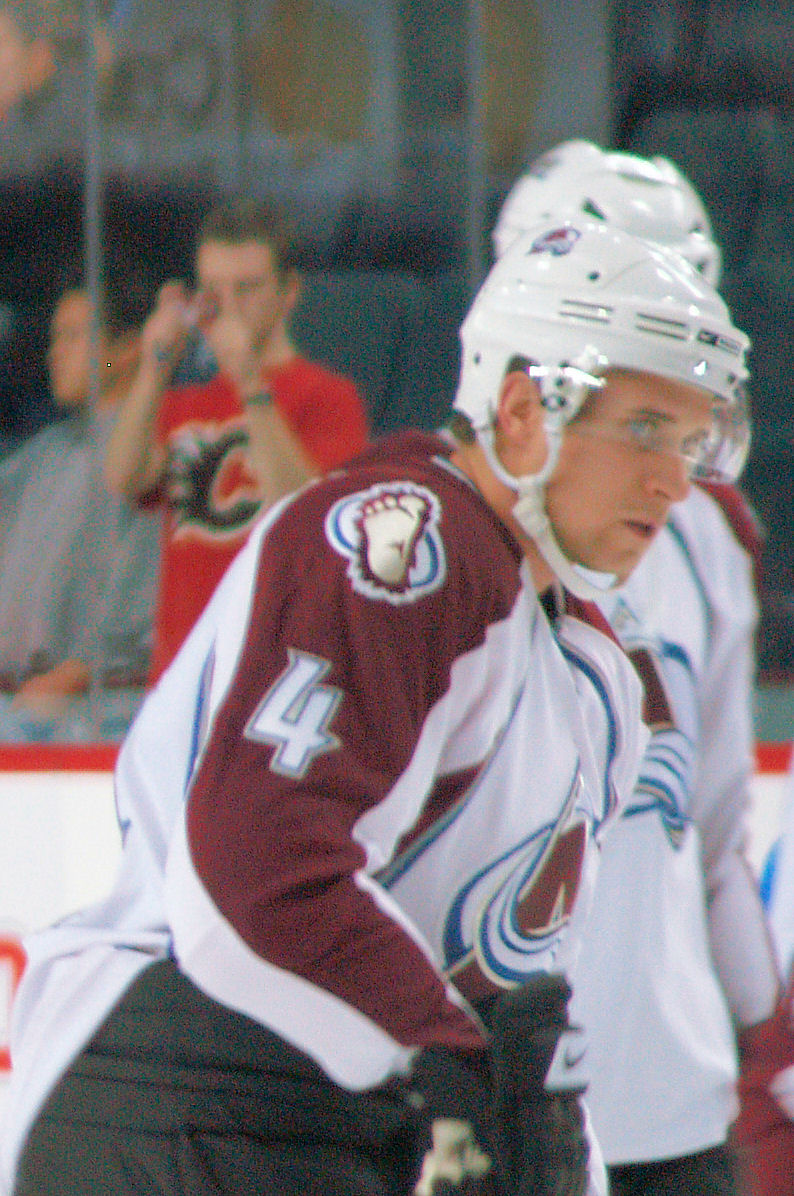
John-Michael Liles (ici en octobre 2007) réussit à battre le record du plus grand nombre de matchs consécutifs avec au moins une passe décisive lors du mois d'octobre.

Les Avs commencent leur premier match de la saison contre les Blackhawks de Chicago au Pepsi Center, domicile de l'Avalanche, le 7 octobre 2010. Ils gagnent leur rencontre 4-3 en prolongation par le but de Paul Stastny.
Lors des neuf premiers matchs de la saison pour l'Avalanche, le défenseur John-Michael Liles a réalisé au moins une passe, soit onze passes. Liles detient alors le record de la LNH de la plus longe série de matchs avec au moins une passe pour un défenseur, battant le record de Filip Kuba des Sénateurs d'Ottawa en 2008-2009 avec huit. Pendant le dernier match de la série avec au moins une passe pour Liles, le 26 octobre contre les Canucks de Vancouver, le gardien Craig Anderson ne jouera pas en raison d'une blessure au genou. Peter Budaj prendra alors la relève du gardien numéro un pour remplacer Anderson. L'Avalanche ont ainsi fait appel au vétéran John Grahame des Monsters du lac Érié durant son absence le 27 octobre 2010.
Le lendemain après avoir rappelé Grahame, les Avs ont gagné 6-5 sur la glace des Flames de Calgary. Pendant ce match, Chris Stewart réalise son deuxième coup du chapeau en carrière. Le 2 novembre, Stewart est nommé troisième étoile pour le mois d'octobre, dont Steven Stamkos du Lightning de Tampa Bay qui est la première étoile et le gardien Tim Thomas des Bruins de Boston qui est la deuxième étoile.
Le 6 novembre, Budaj joue son cinquième match consécutif. Lors du match contre les Stars de Dallas, les joueurs du Colorado remportent le match devant leurs partisans en écrasent les Stars 5-0 et Budaj réalise son premier blanchissage de la saison, dont son neuvième en carrière et Philippe Dupuis a été la première étoile du match en marquant son premier but dans la LNH. Brandon Yip jette pour la première fois ses gants contre le joueur de Dallas Brian Sutherby alors qu'il ne restaient que six secondes à la troisième période. Yip réalise alors son premier coup du chapeau à la Gordie Howe en faisant un but, une passe et une bagarre. Trois jours plus tard, Stewart réalise son centième point en carrière dans la LNH en marquant un but lors d'une défaite de 4-2 contre les Flames, dont il a été nommé la troisième étoile.

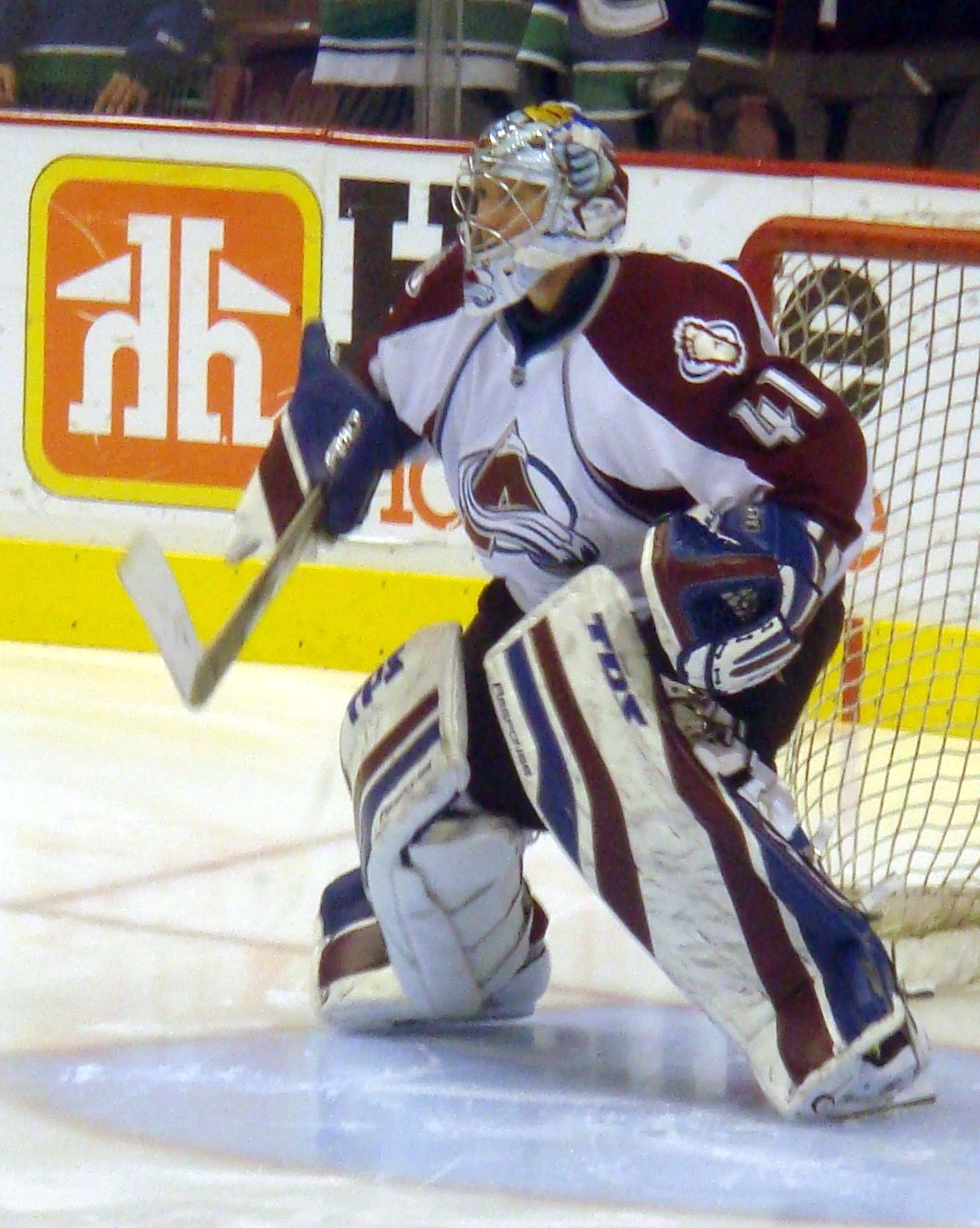
Craig Anderson (ici en novembre 2009) est le gardien titulaire de l'Avalanche cette saison mais sera finalement échangé contre les Sénateurs d'Ottawa mi-février.

Le 11 novembre, l'Avalanche reçoit le défenseur Ryan O'Byrne, échangé par les Canadiens de Montréal contre l'espoir Michaël Bournival, joueur que l'Avalanche a repêché au dernier repêchage au 71e rang. O'Byrne joue son premier match avec les Avs le 12 novembre contre les Blue Jackets de Columbus, dont l'Avalanche l'emporte sur une marque de 5-1 sur la glace de Columbus.
Le 19 novembre, après dix matchs de suite pour Budaj, Anderson retourne joué après sa blessure et l'Avalanche l'emporte facilement 5-1 contre les Rangers de New York. Grahame, remplaçant de Anderson, n'a pas joué un seul match puisque Budaj a joué tous les matchs pendant l'absence de Anderson. Le 22 novembre, Liles a été la deuxième étoile de la semaine, dont la première étoile est Rick Nash des Blue Jackets de Columbus et Brian Rafalski des Red Wings de Détroit est la troisième.
Le 24 novembre, Anderson se blesse de nouveau lors d'un match contre les Canucks à la première période, mais cette fois-ci à l'aine. L'Avalanche ont fait appel à Jason Bacashihua qui sera avec l'Avalanche pendant l'absence de Anderson. Trois jours plus tard, les Avs perdent leur meilleur pointeur Chris Stewart qui se blesse à la main en se battant avec Kyle Brodziak du Wild du Minnesota lors de la deuxième période. Il sera absent de quatre à six semaines.
Le 29 novembre, l'Avalanche fait l'acquisition de Matt Hunwick qui est échangé par les Bruins de Boston contre le défenseur Colby Cohen. Le lendemain, l'Avalanche échange le défenseur Scott Hannan contre le Tchèque Tomáš Fleischmann des Capitals de Washington.
Début décembre, les Avs font un voyage de cinq matchs dans la division Sud-Est. Ils perdent les trois premiers matchs du voyage contre les Hurricanes de la Caroline, le Lightning de Tampa Bay et les Panthers de la Floride. Ils gagnent les deux derniers matchs du voyage contre les Thrashers d'Atlanta, en mettant un terme à la série de cinq défaites de suite à l'extérieur, et enfin les Capitals de Washington. Après avoir gagné à domicile contre les Blackhawks de Chicago, ils gagnent 4-3 dans la salle de Chicago. Lors de ce match, Fleischmann réalise son peremier coup du chapeau de sa carrière. Après avoir gagné contre les Sénateurs d'Ottawa, ils ont la première place de la division Nord-Ouest. Les Avs sont rendus à six victoires consécutifs après une victoire 3-2 face aux Canadiens de Montréal. Le 20 décembre 2010, Matt Duchene est la première étoile de la semaine et Fleischmann est nommé la deuxième étoile, et la troisième étoile est Eric Staal des Hurricanes de la Caroline.
Le 21 décembre, les Kings de Los Angeles écrasent l'Avalanche 5-0 mettant fin à leur série de six victoires consécutifs et perdent la première place de leur division. Le 27 décembre, l'Avalanche encaisse une troisième défaite de suite en perdant en tirs de barrage contre les Red Wings de Détroit, donnat la 400e victoire de Chris Osgood. Le 4 janvier 2011, l'Avalanche met un terme à la série de quatre défaites consécutifs à domicile en gagnant 4-3 en prolongation contre les Sabres de Buffalo.

### Deuxième moitié de saison

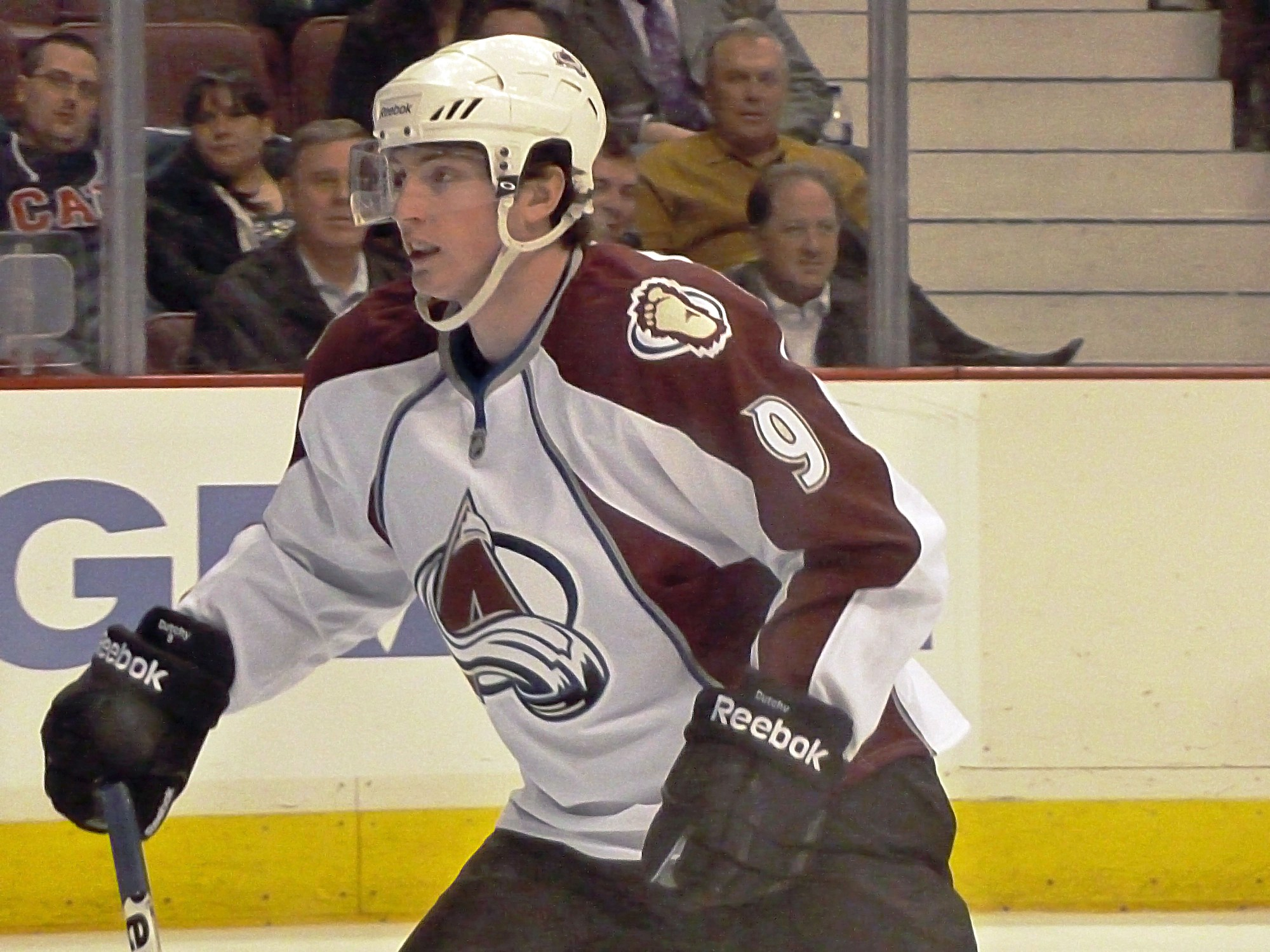
Matt Duchene en mars 2011.

Après avoir joué 41 matchs, l'Avalanche a eu 21 victoires, 15 défaites et cinq défaites en prolongation après avoir perdu 2-0 contre les Coyotes de Phoenix le 6 janvier. Pour le mois de janvier cette saison, l'Avalanche a joué dix matchs à domicile et seulement deux matchs à l'extérieur, le 12 janvier à Chicago et le 14 janvier au Minnesota.
Mais le 20 janvier, les Avs perdent Fleischmann qui souffre d'une embolie pulmonaire et manquera le reste de la saison. Le lendemain, Peter Forsberg, l'ancien joueur par excellence de l'Avalanche, débute l'entraînement avec l'Avalanche afin de faire un retour dans la LNH.
Le 22 janvier, lors d'une défaite de 6-2 contre les Bruins de Boston, Paul Stastny ouvre le pointage en marquant son centième but en carrière dans la LNH lors de la première période. Il y a un autre sommet personnel, le 26 janvier, lors d'un match contre les Coyotes de Phoenix, Duchene réalise son centième point dans la LNH en marquant un but lors de la troisième période. Alors que les Avs ont perdu 5-2, Duchene est tout de même la deuxième étoile du match pour son exploit personnel.
Le 58e Match des étoiles de la Ligue nationale de hockey aura lieu au RBC Center à Raleigh en Caroline du Nord, dont il va se dérouler dans le domicile des Hurricanes de la Caroline. La version 2011 du Match des étoiles a été fait d'une toute nouvelle façon. Au lieu que le match soit disputé entre deux équipes de chacune des conférences ou de certaines nationalités, la composition des deux équipes d'étoiles est établie par un repêchage alterné où les joueurs sont choisis par les deux capitaines Eric Staal et Nicklas Lidström et leurs assistants-capitaines (Mike Green et Ryan Kesler dans l'équipe de Staal, Martin Saint-Louis et Patrick Kane dans l'équipe de Lidström). Les partisans pouvaient toujours élire des joueurs partants pour le Match des étoiles, mais seulement six au lieu des 12 habituellement votés.
Duchene est invité pour jouer le Match des étoiles, dont ce sera sa première participation au Match des étoiles. Le capitaine des Penguins de Pittsburgh Sidney Crosby est obligé d'annulé sa participation en raison d'une commotion cérébrale subi au début du mois de janvier. Stastny va alors remplacer Crosby dont il va joué pour la première fois au Match des étoiles, alors qu'il est invité pour jouer en 2008, il n'a pas joué en raison d'une blessure. Kevin Shattenkirk va joué au concours d'habilités.
Lors d'un repêchage des étoiles, Duchene va joué dans l'équipe Lidström et Stastny, étant l'avant-dernier choix, a été sélectionné dans l'équipe Staal. Pour l'équipe des recrues, Shattenkirk va joué avec l'équipe Lidström. Lors du Match des étoiles le 30 janvier, l'équipe Lidström l'emporte 11-10 sur l'équipe Staal, Duchene n'a marqué qu'un point et Stastny a marqué deux points.
Le 1er février, le match entre l'Avalanche et les Blues de Saint-Louis au Scottrade Center, domicile des Blues, qui est prévu à 20 heures, est annulé en raison d'une tempête majeure qui sévit sur le Midwest. Le match sera repris le 22 février.
Le 5 février, l'Avalanche subi un cinquième revers lors des six derniers matchs lors d'un match contre les Ducks d'Anaheim en perdant 3-0 avec les trois buts de Corey Perry, qui réalise un coup du chapeau. Le lendemain, Forsberg, a décidé et il va signer un contrat avec l'Avalanche en revenant avec la grande ligue après avoir passé deux saisons en Suède. Après deux matchs perdus, Forsberg met fin à sa carrière de joueur lors d'une conférence de presse le 14 février. Des problèmes au pied droit ont influencé cette décision. Il ne veut plus risquer de se blesser après une carrière émaillée par vingt cinq opérations.
La journée de la retraite de Forberg, le Colorado subit une humiliante défaite 9-1 à domicile contre les Flames de Calgary pour avoir une série de huit défaites consécutives en temps réglementaire. Quatre jours plus tard, l'Avalanche et les Blues de Saint-Louis réalisent une transaction majeure en échangeant Chris Stewart, Kevin Shattenkirk et un choix conditionnel de deuxième ronde en 2011 pour Erik Johnson, Jay McClement et un choix conditionnel de première ronde en 2011. La même journée, Craig Anderson est échangé aux Sénateurs d'Ottawa en retour de Brian Elliott.
Le 22 février, Johnson, McClement, Shattenkirk et Stewart rencontrent leurs anciennes équipes : l'Avalanche et les Blues. La partie avait été reportée en raison d'une énorme tempête. L'Avalanche met un terme à la série de dix défaites de suite en gagnant 4-3 et Johnson est un des marqueurs pour l'Avalanche. Avec cette victoire encourageante, le cauchemar poursuit encore car l'Avalanche perd dix nouveaux matchs. Finalement, les Avs mettent fin à cette série en gagnant 3-2 en fusillade sur la glace des Oilers d'Edmonton. Les Avs gagnent un autre match avec une victoire 5-4 qui est encore en fusillade contre les Blue Jackets de Columbus ; les Blue Jackets menaient 4-3 alors qu'il ne restait que quatre secondes en troisième période lorsque Daniel Winnik parvient à tromper Steve Mason. Ils mettent fin à leur série de huit défaites de suite à domicile.
Le 8 avril, le capitaine de l'équipe, Adam Foote, âgé de 39 ans, prend sa retraite après 19 saisons dans la LNH malgré les blessures qu'il a subi au cours de sa carrière. Le 10 avril, lors de la dernière journée de la saison régulière, l'Avalanche termine la saison en jouant à domicile contre les Oilers d'Edmonton, les derniers de la ligue. Malgré cette saison difficile, l'Avalanche gagne le match 4-3 en prolongation à la suite du but de David Jones. Milan Hejduk réalise sa 400e passe en carrière pour être la deuxième étoile du match. Ce match était également le dernier de la carrière de Foote, qui mérite la première étoile du match.

## Composition de l'équipe
L'équipe 2010-2011 de l'Avalanche est entraîné par Joe Sacco, assisté de Sylvain Lefebvre et Steve Konowalchuk et le directeur général est Greg Sherman.
Les joueurs utilisés depuis le début de la saison sont listés dans le tableau ci-dessous. En ce qui concerne les buts marqués, les totaux inscrits dans cette section ne comprennent pas les buts des séances de tir de fusillade.
Nota : PJ : parties jouées, V : victoires, D : défaites, DP : défaite en prolongation, Min : minutes jouées, BC : buts contre, Bl : blanchissages, Moy : moyenne d'arrêt sur la saison, B : buts marqués, A : aides, PUN : minutes de pénalité.
| Joueur | Joueur         | PJ | V  | D  | DP | Min  | BC  | Bl | Moy  | B | A | Pun |                                         |
| ------ | -------------- | -- | -- | -- | -- | ---- | --- | -- | ---- | - | - | --- | --------------------------------------- |
| 30     | Brian Elliott  | 12 | 2  | 8  | 1  | 690  | 44  | 0  | 3,83 | 0 | 0 | 0   | A commencé la saison avec les Sénateurs |
| 31     | Peter Budaj    | 45 | 15 | 21 | 4  | 2439 | 130 | 1  | 3,20 | 0 | 1 | 6   |                                         |
| 41     | Craig Anderson | 33 | 13 | 15 | 3  | 1810 | 99  | 0  | 3,28 | 0 | 1 | 4   | Termine la saison avec les Sénateurs    |

## Saison régulière

### Match après match
Ce tableau reprend les résultats de l'équipe au cours de la saison, les buts marqués par l'Avalanche étant inscrits en premier.

### Classement
L'Avalanche est éliminé des séries éliminatoires en terminant quatorzième de la conférence de l'Ouest. Ils terminent également à la quatrième place de la division Nord-Ouest. Les Canucks de Vancouver sont la seule équipe de cette division à faire les séries éliminatoires et ils sont premiers de la ligue avec 117 points pour le trophée des présidents. Quant à l'Avalanche, ils terminent à la 29e place, l'avant-dernière, juste en avant des Oilers d'Edmonton.
| Équipe                     | PJ | V  | D  | DP | BP  | BC  | Pts |
| -------------------------- | -- | -- | -- | -- | --- | --- | --- |
| Canucks de Vancouver (1)   | 82 | 54 | 19 | 9  | 262 | 185 | 117 |
| Flames de Calgary (10)     | 82 | 41 | 29 | 12 | 250 | 237 | 94  |
| Wild du Minnesota (12)     | 82 | 39 | 35 | 8  | 206 | 233 | 86  |
| Avalanche du Colorado (14) | 82 | 30 | 44 | 8  | 227 | 288 | 68  |
| Oilers d'Edmonton (15)     | 82 | 25 | 45 | 12 | 193 | 269 | 62  |

## Affiliation
Ligue américaine de hockey : Monsters du lac Érié
Ligue centrale de hockey : Oilers de Tulsa